# 佐原氏
佐原氏（さはらし、さわらし）は、日本の氏族のひとつ。

## 三浦氏流の佐原氏
相模三浦氏の一族。三浦大介義明の子・十郎義連を祖とする。宝治合戦で本家三浦氏が滅んだ際には盛連系を除く佐原氏の一族はこれに殉じて族滅した。わずかに盛連一族のみが生き残ったが、その出身である盛時は三浦氏を再興した。また、盛時の兄弟たちの子孫は会津の豪族として活躍している。他にも越後山吉氏は男系では佐原氏の子孫である。

### 概要
三浦大介義明の末子である義連は相模国衣笠城の東南・佐原（現・神奈川県横須賀市佐原）にちなんで佐原十郎と号した。これが佐原氏の始まりである。
佐原義連は平家追討、奥州合戦などで功を立てた。特に後者では陸奥国会津を報償として与えられ、後に佐原氏が会津の豪族として発展する土台を築いた。また、文治2年（1186年）には紀伊国総追捕使（守護）となった。このとき、自身は鎌倉に留まり、任地には代官を派遣している。
建仁3年（1203年）に義連は死去するが、その後の佐原氏の家督がどのようになったかは定かではない。ただ、義連の息子のうち、盛連の遺児たちが会津地方にちなんで名字を名乗り、後に当地の豪族として発展していったことからすると盛連は会津地方を相続したと考えられる（実際に会津蘆名氏は盛連を初代とする系図が見受けられる）。盛連は本家である三浦義村の娘である矢部禅尼と結婚しているが、彼女は最初は執権北条泰時と結婚して時氏を儲けたものの夫と離別して盛連と再婚したのである。これにより盛連は得宗北条氏と縁繋がりとなった。
義連の息子であり、義村のいとこである家連は、承久の乱後に紀伊国守護を務めた義村の後任となった。家連の没後、その二男の光連が跡を継いだと推測される。しかし、後述の宝治合戦で滅ぼされ、以後、同国の守護職は北条氏に移った。
宝治元年（1247年）に三浦氏追討の命令が下されて宝治合戦が勃発する。この戦いでは佐原氏のほとんどが三浦側に加わったが、北条氏の縁繋がりのある盛連の遺児たちは北条側に加わった。戦いの結果、三浦氏の本宗は族滅したが、佐原氏も同時に盛連系を除いて族滅したのである。宝治合戦後に盛連の五男・盛時は三浦介を継承して三浦氏を再興することが許された。これが相模三浦氏である。
また、盛時の兄弟の子孫は会津の豪族として発展した。その中で有名なのは会津守護と呼ばれた蘆名氏である。盛時の孫である明連は越後国の池保清の娘と結婚した。2人の息子である成明は母方の池氏の名跡を継ぎ、その子孫は山吉氏として発展した。

### 支流
- 猪苗代氏
- 北田氏
- 藤倉氏（金上氏）
- 蘆名氏[3]
- 相模三浦氏
- 加納氏
- 新宮氏

## 千葉氏流の佐原氏
下総国香取郡佐原村が発祥の佐原氏である。一本千葉系図は千葉氏支流としている。太田亮は『姓氏家系大辞典』の中で、中興系図は三浦氏流の佐原氏と同族としているが誤りであり、また本土寺過去帳に名前のある佐原孫右衛門はこの佐原氏ではないかと推測している。